# シビレエイ
シビレエイ (痺鱝、痺鱏、麻魚、木勺鯆Narke japonica) は、シビレエイ科に分類されるエイの一種。南日本から中国にかけての北西太平洋に分布する。砂地に生息する底魚であり、防御のために発電器官から電撃を生み出す。

## 分類
科学的に知られているシビレエイの最初の標本は、19世紀にドイツの博物学者であるフィリップ・フランツ・フォン・シーボルトとハインリヒ・ビュルゲルによって日本から収集された4個体のものであった。標本は剥製にされ、ライデンの国立自然史博物館に保管された。そのうちの3つは「Narcine spec. (タイワンシビレエイ属の一種)」とラベル付けされた。もう1つは「Narcine timlei (タイワンシビレエイ)」とラベル付けされた。この標本はコンラート・ヤコブ・テミンクとヘルマン・シュレーゲルによる『Fauna Japonica (日本動物誌)』における記載の基礎となった。テミンクとシュレーゲルは、本種を Torpedo 属の Astrape 亜属に分類した。後の著者は、Astrape を Narke と同義にした。1947年、Marinus Boesemanは4つの標本を再検査し、体長27センチメートルの個体を種のレクトタイプとして指定した。Japanese electric rayやJapanese spotted torpedoとも呼ばれる。ネムリシビレエイとは形態的に類似しており、同種であると考える研究者もいる。

## 形態

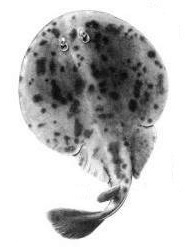
相模湾で捕獲された個体のイラスト。この個体は斑点が両面にある珍しいものだった。

体盤はほぼ円形で、わずかに横長である。頭部の両側には大きな発電器官があり、外からは見えない。目は小さく突き出ており、その後方には噴水孔がある。噴水孔は顕著に盛り上がっており、縁は滑らかである。鼻孔は小さく、互いに近接している。鼻孔の間には皮褶があり、口と重なっている。突き出た口は短い横線を形作り、深い溝で囲まれている。各顎には25列未満の歯列があり、帯状に配置されている。歯は小さく、基部は楕円形で、歯冠は尖っている。腹面には5対の短い鰓裂がある。
腹鰭は大きく幅広で、縁が凸状となっており、胸鰭の下から始まる。雄のクラスパーは太く、腹鰭の縁は超えない。尾は短く厚く、両側に皮褶がある。腹鰭の後ろには丸い背鰭が1基ある。尾鰭は大きくほぼ対称で、角は丸い。皮膚は柔らかく、皮歯は無い。背面は赤みがかった色から濃い茶色で、腹面は淡い茶色。無地の個体が多いが、背側、まれに腹側に斑点が入る場合もある。全長は最大40センチメートル。

## 分布と生息地
国内では若狭湾以南の日本海沿岸、福島県以南の太平洋岸、東シナ海に分布。国外では朝鮮半島南部、台湾、中国沿岸に分布。海岸付近から大陸棚まで、岩礁の近くの砂地に多く生息する。生息水深は155メートル未満で、伊豆半島沖では水深12 - 23メートルに生息している。

## 生態

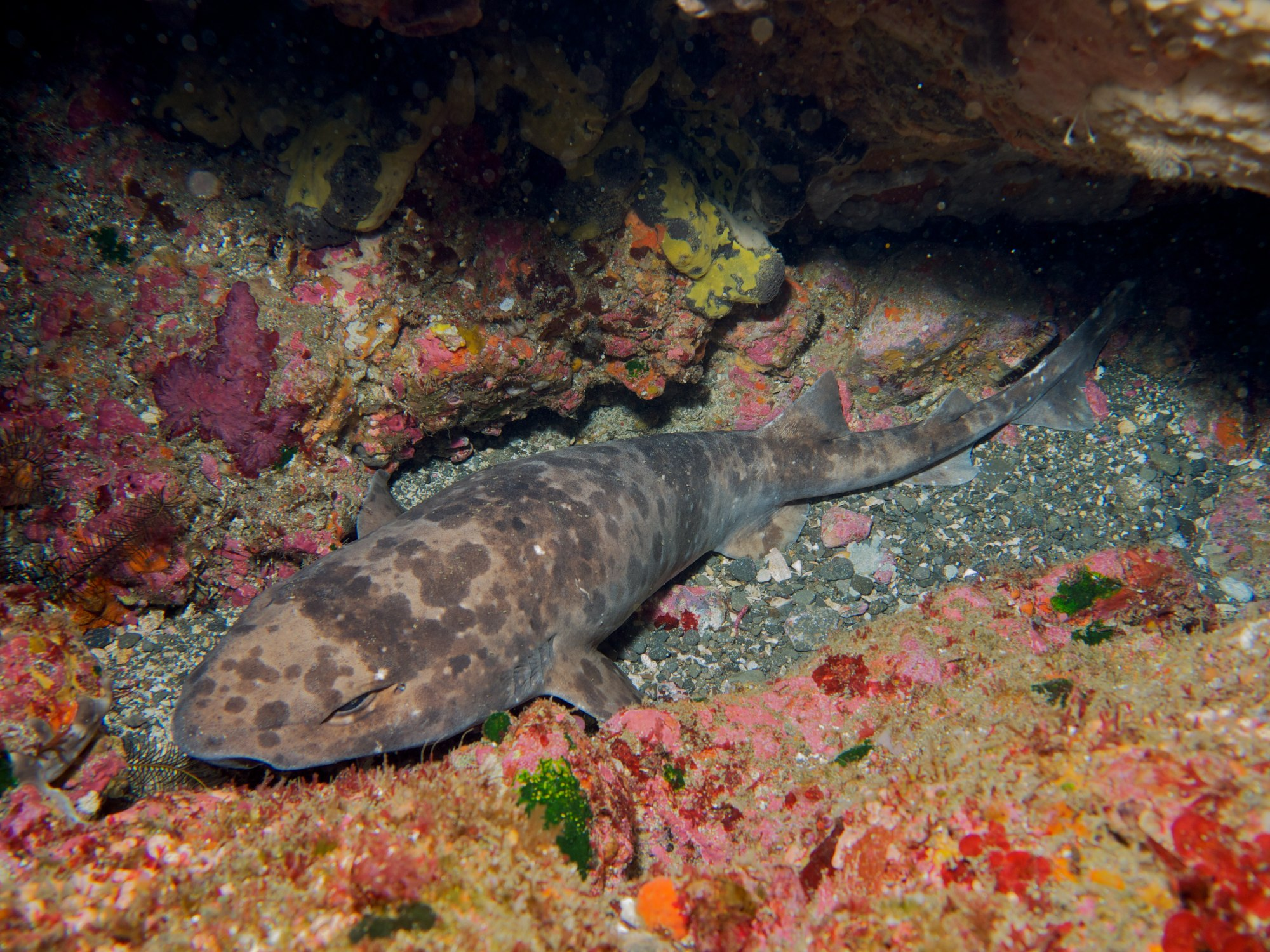
ナヌカザメはシビレエイの捕食者である。

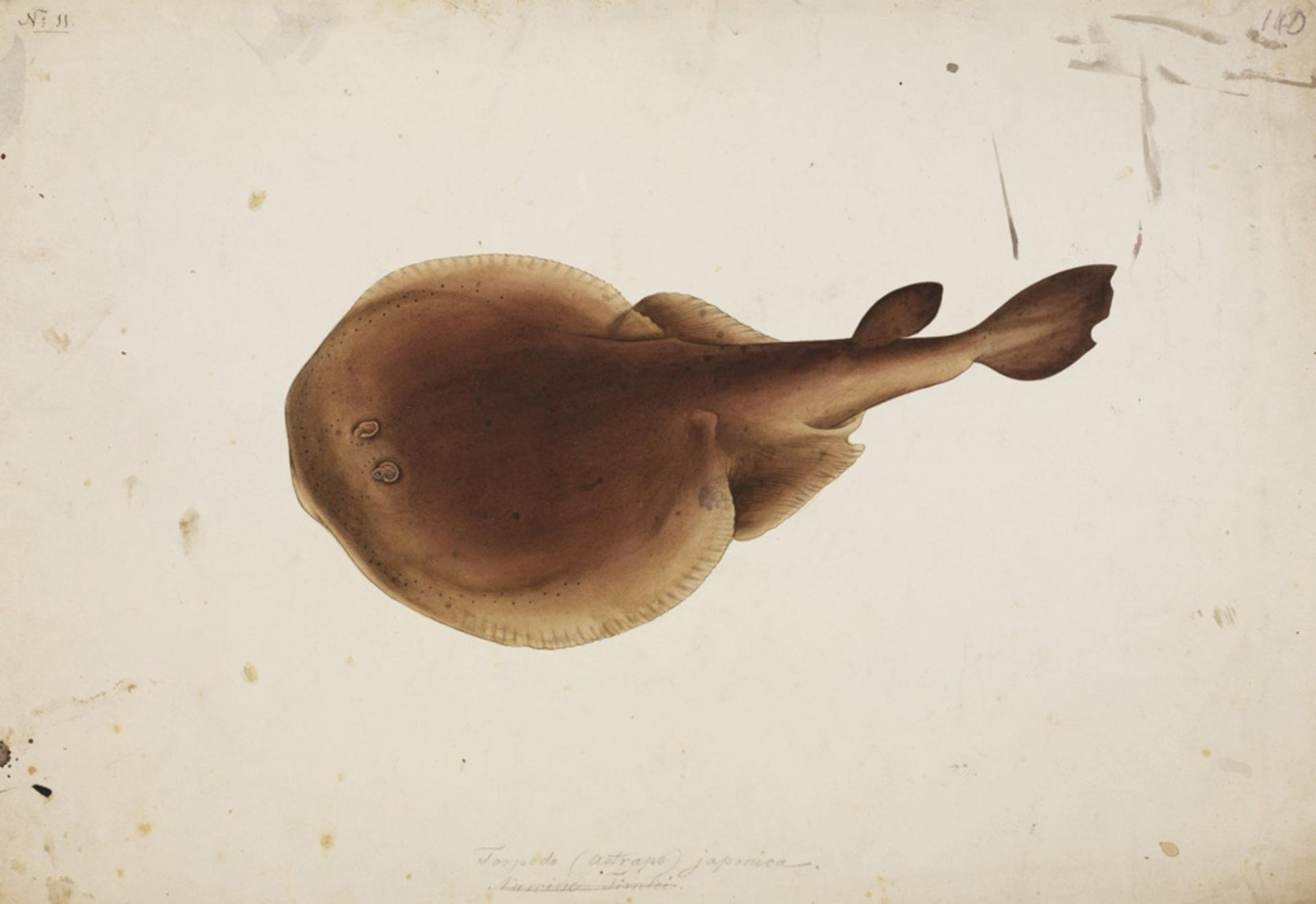
川原慶賀の作品。

あまり活動的ではなく、海底に埋まっていることが多い。30 - 80ボルトの電気を発生させ、ナヌカザメなどの捕食者を追い払う。電気器官はゼリー状の物質で満たされた筋線維由来の特殊な細胞である電気細胞で構成されている。電気細胞は垂直の柱状に積み重なっており、各電気器官は多くの電気柱から成る。この配置は基本的に並列回路のように機能する。底生の無脊椎動物を捕食する。シビレエイの寄生虫は多節条虫亜綱の Anteropora japonica (yamaguti, 1934) Subhapradha, 1955 がある。
繁殖様式は胎生で、発生中の胚は最初は卵黄によって栄養を与えられ、後に母親が作り出す組織栄養物（「子宮乳」）によって栄養を与えられる。雌は初夏に最大5尾の仔を産む。出生時の体長は10センチメートルで、成魚よりも色が明るく均一である。雄は体長23 - 37センチメートル、雌は約35センチメートルで性成熟する。

## 人との関わり
電撃が人間の命を脅かすことは無い。カメラに触れられると反応してカメラポートに背中をこするという観察例があり、攻撃された場合に積極的に身を守る可能性がある。飼育環境にはあまり適応しない。本種を含めたシビレエイ類は、電気器官に豊富なイオンチャネルとアセチルコリン受容体があり、人間の神経系のモデルとして機能するため、生物医学研究で使用されている。
具体的なデータは存在しないが、分布域の全体でトロール網やその他の底漁具で混獲されると考えられている。流通することは少ないため放されるが、その後の生存率は低いとされる。東アジア沖での漁業活動を考慮して、国際自然保護連合(IUCN)は本種を危急種としている。
プラトンの対話篇『メノン』ではソクラテスの行き詰まり（アポリア）に導く論法が「シビレエイ」に喩えられている。